# Мараймалай Адігал
Мараймалай Адігал (15 липня 1876 року — 15 вересня 1950 року) — тамільський оратор і письменник, лідер руху за чисту тамільську мову.

## Біографія
Мараймалай Адігал (Ведхачалам) народився 15 липня 1876 року  в Нагапаттінамі, Тамілнад. Мараймалай закінчив початкову школу у Нагаппаттінамі, але після смерті батька  в четвертому класі був змушений залишити освіту.
Мараймалай Адігал продовжував вивчати тамільську мову у вченого Нараяни Піллаї, який заробляв на життя продажем тамільських рукописів із пальмового листя. Англійську мову вивчив Адігал власними зусиллями. Пізніше він написав кілька статей у тамільському щомісячнику. Вивчав філософію шайва під керівництвом Сомасундари Найкера. За допомогою Сундарама Піллая вивчив тамільські поетичні драми і отримав роботу вчителя тамільської мови у школі в Трівандрумі.Мараймалай Адігал витрачав більшу частину свого доходу на купівлю книг, після його смерті колекція книг була перетворена в бібліотеку згідно з заповітом.

## Кар'єра
У сімнадцять років одружився з Соундараваллі і після одруження переїхав до Мадраса, щоб працювати заступником редактора журналу. У березні 1898 року він залишив цю роботу, щоб працювати вчителем у християнському коледжі Мадрасу. Під час навчання Адігал гастролював по всьому Таміл Наду, читав лекції про Сайвам. Молодим учителем користувався популярністю серед своїх студентів, які приходили до нього додому, щоб послухати лекції.
У 1910 році Університет Мадраса вирішив зробити тамільську мову факультативною для випускних предметів мистецтва, залишивши англійську як засіб навчання. Це призвело до того, що багато вчителів тамільської мови втратили роботу. Міллер, тодішній керівник Християнського коледжу в Мадрасі, та інші друзі наполягали на тому, щоб Адігалу дали роботу в коледжі. Адігал відмовився від пропозиції та подав у відставку, щоб вести аскетичне життя в спокійній атмосфері за містом, а також вивчати та досліджувати тамільську мову. 

## Творчість
Мараймалай Адігал написав понад 100 книг, включаючи твори про оригінальні вірші та драми, але найвідомішими є його дослідження тамільської літератури. Більшість його літературних творів були присвячені шиваїзму. Він заснував саївітський заклад під назвою «Подгунілайк Кажагам». Мараймалай Адігал був представником руху за чисту тамільську мову і тому вважається батьком тамільського лінгвістичного пуризму. Він виступав за використання тамільської мови без санскритських слів і тому змінив своє ім'я при народженні "Ведхачалам" на "Мараймалай". Адігал був хорошим оратором і написав кілька тамільських віршів. Крім нарисів і романів, він писав книги з літературної критики, філософії та релігії, історії, психології та політики. Його збірки віршів до індуїстського бога Шрі Муругана, які він створив під час хвороби, були опубліковані у 1900 році. Він також писав вірші зі спогадів свого вчителя Сомасундара Найкера в 1901 році як "Сомасундарак Каанджіааккам". Мараймалай Адігал переклав «Abhijñānaśākuntalam» Калідаси на тамільську як Sakuntalai
Деякі з його видатних робіт включають:
- Pattinapalaai Aaraaichi-yurai (1906)
- Tamizhthaai (1933)
- Sinthanaikatturaikal (1908)
- Арівурайкотху (1921)
- Chiruvarkaana Senthamizh (1934)
- Ilainarkaana Inramizh (1957 — посмертна публікація)
- Arivuraikkovai (1971 — посмертна публікація)
- Maraimalaiyatikal paamanaikkovai (1977 — посмертна публікація)

Вчений писав книги на теми самовдосконалення, самодопомоги та розвитку особистості.
Після звільнення з викладацької роботи 10 квітня 1911 року Адігал переїхав до Паллаварама, передмістя Мадраса. Він став відданим послідовником Шайвам і заснував установу, девізом якої стали слова: Людство єдине, і Бог єдиний. Кажагам доклав зусиль, щоб змусити людей усіх каст, віросповідань і релігій разом поклонятися Шрі Шиві. Він також заснував місячник під назвою "Океан мудрості". 

## Тамільський рух
У 1916 році він став експертом тамільського руху, який виступав за використання тамільської мови, позбавленої запозичених слів із санскриту. Тому його називають «батьком тамільського пуританства».
 

### Небрахманство
Його називають батьком тамільського руху та небрахманських тамільських рухів. Сам Мараймалай Адігал стверджував, що небрахманська позиція руху самоповаги народилася з його поглядів і принципів. Атеїстична позиція Періяра Е. В. Рамасамі, який очолював рух за самоповагу, була визнана Мараймалаєм Адігалом та його послідовниками контрпродуктивною.
Спочатку він був прихильником руху самоповаги, який вважав небрахманським рухом, категорично виступав проти атеїстичних поглядів його керівництва. Одного разу він вирішив організувати тур по всій країні, щоб протистояти пропаганді руху самоповаги.
Кальянасундара Мудаліар, хоч сам був шайвітом, не погоджувався з Мараймалаєм Адігалом. Кальянасундарам відмовився публікувати у своєму журналі есе Мараймалая Адігала проти руху за самоповагу. Антипатія між Мараймалаєм Адігалом і членами руху «Самоповага» також була явною в Кудіарасу, політичному органі руху «Самоповага», який стверджував, що Мараймалай Адігал закликав до вбивства Періяра.

### Примирення
Після багатьох років розбіжностей Мараймалай Адігал і Періяр зрозуміли, що розбіжності шкідливі для їхніх інтересів, і працювали над зближенням. Періяр приніс вибачення Мараймалаю Адігалу, і у відповідь Мараймалай Адігал написав серію про Рамаяну в англомовному тижневику.

## Бібліотека Мараймалая Адігала
Більшу частину доходу Адігал витрачав на купівлю книг. З 20 квітня 1923 р. по 10 серпня 1930 р. загалом 1852 особи читали його книги. Серед читачів були президенти Шрі-Ланки, Бірми та Малайзії. Після його смерті, 15 вересня 1950 року, згідно з його заповітом, книги були залишені для народу Тамілнаду. У 1958 році доктор медичних наук Падмашрі В. Суббіаха Піллаї заснував бібліотеку, названу його іменем. У травні 2008 року уряд Таміл Наду виділив приміщення в Публічній бібліотеці Коннемара. Керує бібліотекою доктор медичних наук Раджагопал Мутукумарасвамі з Південно-Індійського видавничого товариства Saiva Siddhanta Works.